# Tandemhauptzylinder
Der Tandemhauptzylinder ist ein Bauteil der Bremsanlage eines jeden PKW oder LKW. Da laut Gesetz ein Zweikreisbremssystem vorgeschrieben ist, müssen die Bremskreise auch unabhängig voneinander funktionieren. Dies stellt der Tandemhauptzylinder sicher. Er sitzt direkt unter dem Ausgleichsbehälter der Bremsflüssigkeit und versorgt jeden Bremskreis mit dieser. Wenn ein Bremskreis ausfällt, stellt er die Versorgung des zweiten Kreises ohne eine vollständige Entleerung des Ausgleichsbehälters sicher.